# Синтетичен канабис
Синтетичен канабис е дизайнерски наркотик, съдържащ психоактивни вещества от рода на тетрахидроканабинола. Представлява микс от изсушени билки напръскана със синтетично създадени канабиноиди. Добива популярност поради факта, че в някои държави синтетичните психоактивни вещества, които съдържа не се преследват от закона и по този начин могат да се продават свободно на пазара.
За разлика от природната марихуана обаче, синтетичната има много повече негативни странични ефекти, като много често води до психози, паник атаки, артериална хипертония, повръщане, халюцинации, инфаркт на миокарда и дори смърт.  Световна популярност получава случая на 17-годишна американка, която след като употребява синтетичен канабис закупен от бензиностанция получава инсулт, който я оставя сляпа и парализирана.
Поради тези факти, след като дрогата набира популярност много от страните по света се налага да добавят новите синтетични канабиноиди в списъка от забранени вещества, като сред тях е и България.
Някои от най-известните брандове са K-2 и Spice, като най-често срещаните производни на тетрахидроканабинола, които се срещат в тях са JWH-018, JWH-073, CP-47,497 и JWH-200.
Според много активисти за легализацията на марихуаната причината за наличието на синтетичния еквивалент и многото му негативни ефекти над обществото е именно забраната на конопа.